# Canal+ Premium
Canal+ Premium ist der erste Pay-TV-Sender in Polen, der zum französischen Unternehmen Canal+ gehört. Sendestart des Senders war der 2. Dezember 1994. Der Sender sendet hauptsächlich Erstausstrahlungen von Filmen, Serien und Dokumentarfilmen sowie Sportausstrahlungen. Schwestersender sind Canal+ Discovery HD, Canal+ Film HD, Canal+ Family HD, Canal+ Seriale HD, Canal+ Sport HD und Canal+ Sport 2 HD. Seit dem Sendestart des Senders ist Canal+ Co-Produzent bei polnischen Filmen sowie Sponsor der polnischen Fußball-Liga. Außerdem existiert eine Timeshift-Version des Senders, Canal+ 1 HD.

## Empfang
Der Sender ist über Satellit bei der Satellitenstation Cyfra+ empfangbar. Über Kabel ist der Sender bei den größten Providern UPC Polska, Vectra, ASTER, Multimedia Polska sowie anderen empfangbar.

## Sendungen

### Serien und Filme von Canal+
- 13 posterunek
- Sara
- Dzwoneczek i bestia z Nibylandii
- Tato
- Chłopaki nie płaczą
- 13 posterunek 2
- Czas surferów
- Haker
- Cztery poziomo

### Ausgewählte ausländische Serien
- Simpsonowie (Die Simpsons)
- Ergo Proxy
- Wolf’s Rain
- South Park
- Detektyw Monk (Monk)
- 24 godziny (24)
- Eureka
- Afro Samurai
- Baccano!
- Darker than Black
- Mononoke
- Sengoku Basara
- Magia kłamstwa (Lie to Me)
- The Event: Zdarzenie (THE EVƎNT)
- Przyjaciele

## Ausstrahlungsrechte

### TV Sportrechte
- Polnische Ekstraklasa
- Englische Premier League
- Spanische Primera División
- Italienische Serie A
- Französische Ligue 1
- Rugby Six Nations
- Amerikanische NBA
- Amerikanische WNBA
- U.S. Open (Golf)

### Filmrechte
- 20th Century Fox
- Paramount Pictures
- Studiocanal
- Universal Studios
- Walt Disney Pictures